# Bolitoglossa longissima
Bolitoglossa longissima är en groddjursart som beskrevs av James R. McCranie och Cruz-Díaz 1996. Bolitoglossa longissima ingår i släktet Bolitoglossa och familjen lunglösa salamandrar. IUCN kategoriserar arten globalt som akut hotad. Inga underarter finns listade.